# 卡爾·馮·哈布斯堡
卡爾·馮·哈布斯堡（德語：Karl von Habsburg，1961年1月11日—），全名卡尔·托马斯·罗伯特·玛丽亚·弗兰齐斯库斯·格奥尔格·巴曼·冯·哈布斯堡-洛林（德語：Karl Thomas Robert Maria Franziskus Georg Bahnam von Habsburg-Lothringen），是哈布斯堡家族的族長和奧地利系金羊毛騎士團團長。奧匈帝國末代皇帝卡爾一世即匈牙利國王查理四世的孫子。父親是奧匈帝國最後一位皇儲奧托·馮·哈布斯堡。
卡尔·冯·哈布斯堡曾在1996至1999年擔任奥地利人民党的欧洲议会議員。他以亲欧洲著称，也是泛欧运动的倡导者。卡尔·冯·哈布斯堡的职业生涯主要集中在保护文化遗产免受武装冲突和自然灾害等威胁的问题上。他曾在2008年至2020年8月担任文化保护组织藍盾國際的主席。

## 生活

### 童年
1919年3月，奧地利通過《哈布斯堡法案》，沒收哈布斯堡家族的一切財產，同時末代皇帝卡爾一世被禁止回到奧地利，其他男性成員需放棄一切宣稱後才能進入奧地利。卡爾·馮·哈布斯堡的爺爺卡爾一世客死葡萄牙，他的父親奥托·冯·哈布斯堡也只能流亡德國，奧托持有西班牙外交护照，而母亲是德国人，他的家庭在法律上的处境十分复杂。1961年1月11日卡尔·冯·哈布斯堡在西德巴伐利亚的施塔恩贝格出生。
1961年奥托·冯·哈布斯堡宣布放棄一切尋求復辟的行動，1966年奥地利一家行政法院裁定他们可以回国，并批准了他们的签证申请。

### 成爲哈布斯堡家族首領
虽然卡尔出身贵族家庭，但他并没有使用自己继承的头衔，因为奥地利和匈牙利在1919年颁布的贵族废除法终止了此类头衔的使用，除非放棄貴族頭銜否則不得參政或回國。不过，这些国家以外的一些媒体有时会用他的头衔来称呼他，其中包括稱它為奥地利大公、匈牙利、波希米亚和克罗地亚王储。
卡尔的家族曾因之前的财产问题被具有宪法地位的征用法没收。2007年卡尔的父亲辞去了哈布斯堡-洛林王朝首领的职务，将这一职位传给了卡尔·冯·哈布斯堡。作为哈布斯堡家族的首领，卡尔参加了各种文化、历史、政治和旅游活动。他还参加骑士团、团体和军事单位。他的一些行动围绕着重要的历史里程碑，如第一次世界大战一百周年和在2019年庆祝神圣罗马帝国皇帝马克西米利安一世的活动。
2020年3月，他被確診感染了2019年冠狀病毒。他指他情況稳定，家人已经在家中隔离。他在隔离约三星期后康复。

## 職業

### 軍事
卡爾·馮·哈布斯堡的职业生涯丰富多彩。他于1981年开始服兵役，在奥地利武装部队中担任排长（hauptmann）。后来，他成为奥地利空军预备役上尉和奥地利陆军文化财产保护官。他还担任欧洲军事伞兵协会（Europäischen Militär- Fallschirmsprungverbandes e.V.）主席。

### 外交與政治
在政治和外交领域，卡爾·馮·哈布斯堡自1986年以来一直担任國際泛歐聯盟奥地利分会主席。1990年，他率领援助车队前往维尔纽斯，以应对立陶宛宣布独立后苏联的封锁。1991年，他还组织了对克羅地亞杜布罗夫尼克和前南斯拉夫的国际援助。卡尔的政治生涯包括在1996至1999年担任奥地利人民党的欧洲议会议员。

### 國際組織代表
2002年，他成为无代表国家和民族组织总干事，并从2008年起担任藍盾國際国家委员会协会主席。藍盾國際在冲突期间在保护文化遗产方面发挥了重要作用，并支持军事和民事实体之间的合作。卡爾·馮·哈布斯堡是文化财产保护的倡导者，经常在世界各地举办有关这一主题的讲座和培训课程，强调在冲突地区迅速做出反应的重要性。此外卡尔·冯·哈布斯堡还作为一家荷兰媒体集团的股东和作爲一家叫BG Privatinvest的投资公司的共同创始人。